# Peter Penz
Peter Penz (* 5. April 1984 in Hall in Tirol) ist ein ehemaliger österreichischer Rennrodler.

## Karriere
Peter Penz ist Sportsoldat und lebt in Telfes.
Er rodelt seit 1992 und bildete mit dem Hintermann Georg Fischler bis 2018 einen Rennrodel-Doppelsitzer. Beide waren zu Beginn der 2000er-Jahre erfolgreich im Juniorenbereich, unter anderem gewannen sie Gold bei den Juniorenweltmeisterschaften in Calgary. Seit der Saison 2004/05 starten sie gemeinsam im Rennrodel-Weltcup. Sie beendeten die Saison als 17. des Gesamtweltcups, in der Saison darauf belegten sie den 14. Platz und 2006/07 wurden sie Neunte. Im zweiten Rennen der Saison 2008/09 in Sigulda fuhren Penz/Fischler als Drittplatzierte erstmals auf das Podium. Die Rennrodel-Weltmeisterschaften 2005 in Park City beendeten Penz/Fischler als 16., 2007 belegten sie den achten Platz im Doppelsitzer und gewannen die Bronzemedaille mit dem österreichischen Team. Bei der Europameisterschaft 2006 in Winterberg wurden sie Elfte. 2009 gewannen sie die Silbermedaille bei den Rennrodel-Weltmeisterschaften 2009 in Lake Placid im Mannschaftswettbewerb und wurden Achte im Rennen der Doppelsitzer. In Altenberg belegte das Doppel im Dezember 2009 mit Rang zwei ihr bestes Weltcup-Resultat und musste sich dabei nur den Gesamtweltcupsiegern der Saison, André Florschütz und Torsten Wustlich, geschlagen geben.
Bei den Rennrodel-Europameisterschaften 2010 in Sigulda fuhren Penz/Fischler auf den fünften Rang. Im Gesamtwertung der Saison 2009/10 reichte es für beide nur zu Rang 11. In der folgenden Saison konnten sie sich deutlich verbessern und wurden am Ende Fünfte des Gesamtweltcups. Jedoch konnten sie die Leistungen nicht zu den Rennrodel-Weltmeisterschaften 2011 in Cesana Pariol mitnehmen und wurden nur 14. im Doppel. In der Saison 2011/12 gelang ihm bereits im ersten Weltcup auf dem Olympia Eiskanal Igls in Innsbruck-Igls der Sieg vor den Russen Juschakow/Machnutin und ihren Mannschaftskollegen Linger/Linger. Auch in Whistler feierten sie als Zweite einen weiteren Podestrang. Bei den abschließenden Europameisterschaften 2012 in Paramonowo (Moskau) feierten sie mit ihrem Titelgewinn auch einen weiteren Weltcupsieg und wurden damit Vierter der Weltcup-Gesamtwertung.
In der Saison 2012/13 konnten Penz/Fischler ihre Leistungen weiter steigern. Bis auf einen Weltcup standen sie in allen Rennen auf dem Podium, meist mussten sie sich nur den Deutschen Tobias Wendl und Tobias Arlt geschlagen geben. Bei den Rennrodel-Europameisterschaften 2013 feierten beide die Bronzemedaille. Bei den folgenden Rennrodel-Weltmeisterschaften 2013 wurden Penz/Fischler Fünfte. In der Gesamtweltcup-Wertung wurden sie zum Abschluss der Saison Dritte hinter den beiden Teams aus Deutschland.
Zu Beginn der Olympiasaison 2013/14 sicherten sich beide im zweiten Weltcup in Innsbruck-Igls mit Rang drei den ersten Podestrang der Saison. In Winterberg mussten sie sich diesen Platz mit den Italienern Ludwig Rieder und Patrick Rastner teilen. Zudem sicherten sie sich auf gleicher Bahn jedoch auch Rang drei in der Teamstaffel. Bei den Olympischen Winterspielen 2014 in Sotschi lagen Penz/Fischler nach dem ersten Lauf noch auf Rang drei, fielen aber nach Fahrfehlern auf Platz 19 zurück. Den Gesamtweltcup beendeten beide wenig später auf Rang vier.

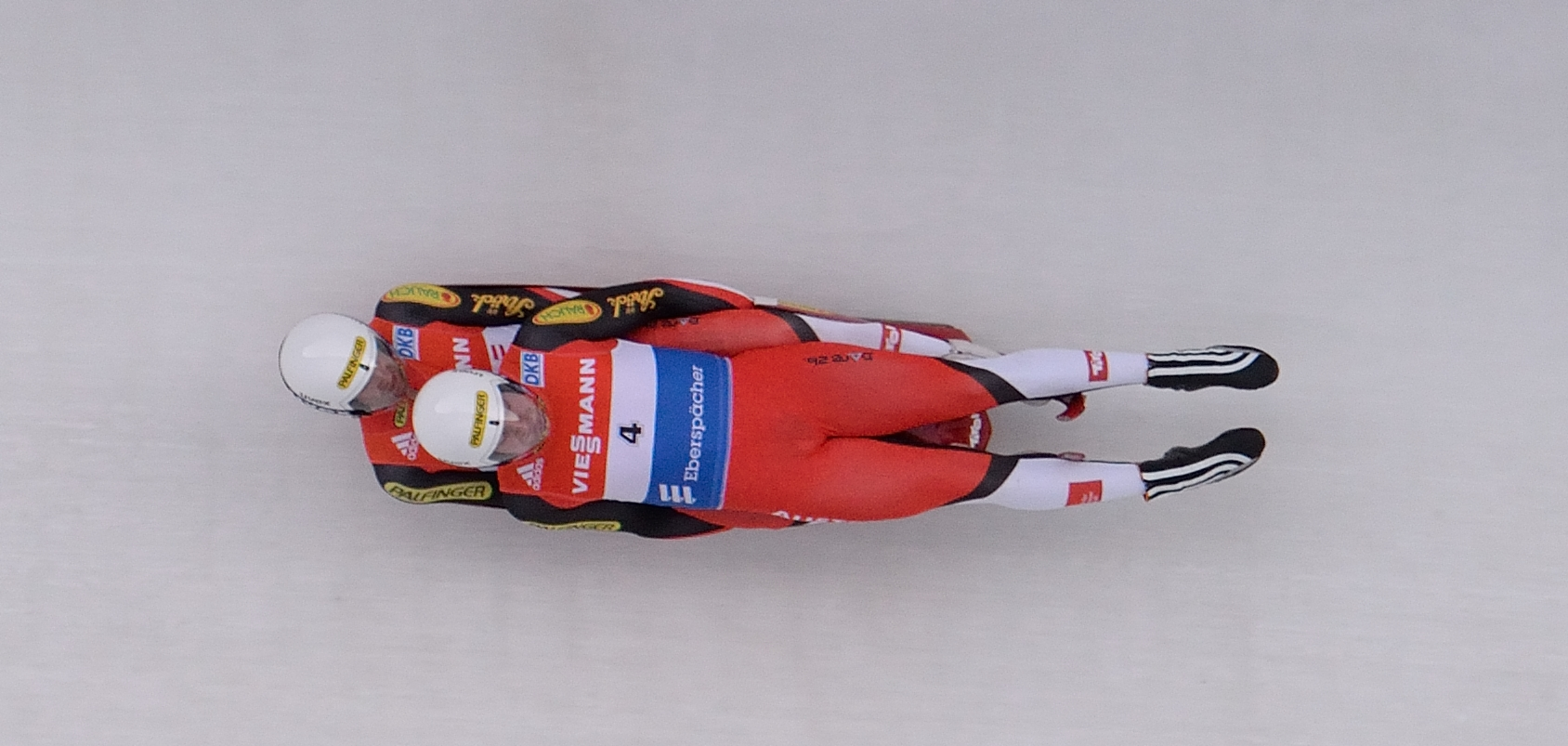
Penz/Fischler beim Weltcup in Altenberg 2015

In der Saison 2014/15 stiegen Penz/Fischler nach dem Rücktritt der Linger-Brüder erstmals zum ersten österreichischen Team auf. Ihre guten Leistungen stellten sie mit diversen Podestplatzierungen unter Beweis. Bei den Weltmeisterschaften 2015 und 2016 gewann das Duo die Silbermedaille.
Auch bei den Europameisterschaften 2015 in Sotschi gelang beiden dieser Erfolg mit knapp drei Zehntelsekunden Rückstand hinter den Deutschen Wendl/Arlt.
Bei den Olympischen Winterspielen 2018 in Pyeongchang gewannen Penz/Fischler die Silbermedaille im Doppelsitzer mit 0,088 s Rückstand auf Wendl/Arlt.
Am 1. August 2018 gaben Penz und Fischler ihr Karriereende bekannt und kündigten eine Abschiedsfahrt im Rahmen des Weltcupauftakts in Igls am 24./25. November 2018. Penz leidet seit Jahren an Rückenschmerzen und hat bereits einen Vertrag als Trainer beim österreichischen Rodelverband. Fischler strebt eine berufliche Karriere bei der Polizei an.

## Erfolge

### Weltcupsiege
Doppelsitzer
| Nr. | Datum         | Ort            | Bahn                                    |
| --- | ------------- | -------------- | --------------------------------------- |
| 1.  | 18. Dez. 2010 | Park City      | Bobbahn Park City                       |
| 2.  | 26. Feb. 2011 | Innsbruck-Igls | Olympia Eiskanal Igls                   |
| 3.  | 25. Jan. 2012 | Paramonowo     | Bobbahn Paramonowo                      |
| 4.  | 21. Jan. 2018 | Lillehammer    | Bob- und Rennschlittenbahn Hunderfossen |